# Judith Aldinger
Judith Aldinger (ur. 29 czerwca 1985 w Bad Frankenhausen) – niemiecka wioślarka.

## Osiągnięcia
- Mistrzostwa Świata U-23 – Hazewinkel 2006 – czwórka podwójna – 3. miejsce[1].
- Mistrzostwa Świata U-23 – Glasgow 2007 – jedynka – 4. miejsce[1].
- Mistrzostwa Europy – Poznań 2007 – czwórka podwójna – 3. miejsce[1].